# ともだち8にん
ともだち8にんはNHKの幼児向け教育番組『おかあさんといっしょ』内のショートアニメーションコーナー。2011年（平成23年）3月28日から2019年（平成31年）1月5日まで放送。
キャッチコピーは「ともだち8にん、みんなで9にん!」。略称は「ともだち」、「とも8」、「8にん」
歴代ミニアニメコーナーは本作で休止になった。

## 作品概要
『おかあさんといっしょ』内ショートアニメとしては2004年（平成16年）の『パンツぱんくろう』以来の新規制作作品である。なお本作の開始に伴い前年度まで放送されていた『でこぼこフレンズ』と『ふしぎなあのこはすてきなこのこ』など過去のショートアニメ3作品の再放送を全て終了させている。2011年（平成23年）11月7日放送分より、コーナー内でキャラクターの名前が表示されるようになった。放送初期はロゴの「8」の下部に主人公のキャラクターが出てくるという内容だったが、2013年度からオープニングアニメーションが変更された。
主役キャラクターは9人だが、「1人のキャラクターに対して友達が8人いる」という意味で「ともだち8にん」というタイトルになっており、コーナー冒頭のナレーションでも触れられている。
2014年度以前及び2017年度は、全ての曜日の放送だったが、2015年度・2016年度及び2018年度は、土曜日のみの放送となっていた。2016年度は、本作が番組内で2回に分けて放送されていた。
「でこぼこフレンズ」（9年）に次ぐ番組内アニメで2番目に期間が長い（8年）。

## 登場人物
お互いのことは呼び捨てにしている。9人のキャラクターを声優4人で演じている。イメージカラーの太文字はメインカラー。

### 女の子
文字の色はピンク。一人称はニコは「あたし」、ヤァヤとマーシャは「わたし」といい、ゴンチャは「ゴンチャ」というがたまに「あたし」または「わたし」ということもある。
- いつもえがおのニコ

声：山口繭
性別 - 女
イメージカラー： コバルトブルー・ サクラピンク・ 赤・ 黄色・ 薄青
名前の通りいつもニコニコ笑っている女の子。ポシェットには不思議なものがいっぱい。ほっぺをはさむ遊び「ほっぺっぺ」やお昼寝をしている友達を見るのが大好き。自分が主人公ではない時はマーシャと一緒にいるときが多い。モチーフは音符のト音記号。番号は、8
- おてんばなゴンチャ

声：斉藤貴美子
性別 - 女
イメージカラー： 赤・ 茶色・ 藍色
力持ちの女の子。少し欲張り。色々な虫を触ったり持ったりできる。頼まれればイヤと言えない性格で、乱暴だが、優しい面もある。性格がいわゆるガキ大将によく似ている。モチーフはだるま。名前の由来は「ごんた」＋「ゴッチャ！」から。チョウチョを除く虫を見るといたずらっ子な性格になってしまう。マーシャやヤァヤを苦手な虫でおどろかせたり、ユルリの影を踏むなどの意地悪をするが、チョウチョや大好きな花等をみると女の子らしく、優しい性格になる。こまっている友達を助けたりする
ご飯は、大盛する。番号は、5
- ものしりのヤァヤ

声：斉藤貴美子
性別 - 女
イメージカラー： 緑・ 黄緑・ 朱色・ 黄色・ 白
名前の通り「ヤァヤァ」と挨拶する。文字が読める女の子。色々なことを知っていて、虫についても詳しいが本物には弱い。ほっぺは脂肪のようにやわらかい。モチーフは豆。番号は、4
- おしゃまなマーシャ

声：斉藤佑圭
性別 - 女
イメージカラー： ピンク・ 濃いピンク・ 緑
しっかり者のお姉さんだが、一人でトイレに行けないといった怖がりな一面も。また、ダンゴムシやミミズ、カマキリなどの虫も苦手。おしゃべり大好き。自分が主人公ではない時はヤァヤと一緒にいるときがたまにある。将来の夢はアイドル。宝物はクレヨン。モチーフは帽子をかぶった少女。名前の由来は「おしゃま」の逆読み（ましゃお）から。泣いているニージョとトッピィを慰めている。番号は、9

### 男の子
文字の色は水色。一人称は5人とも「ボク」だが、ニージョだけ歌の中のみ「俺」。
- ワッとげんきなワックン

声：斉藤佑圭
性別 - 男
イメージカラー： 黄色・ 緑・ 黄緑・ 白・ 青
ドジでお茶目な男の子。挨拶がとても上手で大きな声で元気に話すが、少し慌てん坊で、よく言い間違える。約束はきちんと守る。泣き虫であり、泣き声がとても大きい。自分が主人公ではない時はニージョと一緒にいるときが多い。モチーフは夏みかん。名前の由来は「ワクワク」から。番号は、6
- ゆっくりのユルリ

声：斉藤貴美子
性別 - 男
イメージカラー： 水色・ 濃い空色・ マルーン
名前の通り行動もしゃべりもゆっくり。性格は引っ込み思案だが、逃げ足だけは速い。かくれんぼやどろだんご作りが得意な男の子。モチーフは携帯電話。名前の由来は「ゆるい」＋「ゆっくり」から。番号は、7
- おこりんぼのニージョ

声：藤巻恵理子
性別 - 男
イメージカラー： オレンジ・ 赤・ 黄色・ 緑・ 白・ 薄青
怒ると頭の虹が光る。特にトッピィが好き。また、トラブルに巻き込まれることも多い。食いしん坊で食べる事が大好きだが、ニンジンやピーマンと言ったお野菜は苦手。また、自分ができた事を友達には内緒にするのが苦手で、それをうっかり言ってしまうなど、ドジな一面がある男の子。髪型は人間でいうと坊主頭。お片づけが大嫌い。
まだおむつが取れていない。モチーフは名前の通り「虹」。番号は、2
- ひとりがすきなボッチ

声：藤巻恵理子
性別 - 男
イメージカラー： 薄紫色・ 黒・ 灰色・ 白・ 淡い青・ 赤紫
本を読むのが好きだが、みんなで遊ぶのも好き。ジャンプは高く飛べない。モチーフは手袋。名前の由来は「一人ぼっち」から。番号は、1
- ひらめきのトッピィ

声：山口繭
性別 - 男
イメージカラー： 青・ オレンジ・ 黄色
早とちり。思いつきでやり始め、やりすぎることがある。ひらめくと、頭に指をあてる男の子。モチーフはヒラメ。名前の由来は「突飛」から。番号は、3

## 音楽

### それがともだち
歌：横山だいすけ、三谷たくみ / 作詞：日暮真三 / 作曲：森本清人
キャラクターが総出演する7月・8月の歌。
2011年（平成23年）7月28日放送分から8月26日放送分では、キャラクターの名前が表示された。

### 挿入歌
ほっぺっぺ
作詞：床屋かなぶん
作曲：森本清人
歌：ともだち8にんのみんな（山口繭・斉藤貴美子・斉藤佑圭・藤巻恵理子）
しりとり8にん
作詞：日暮真三
作曲：森本清人
歌：ともだち8にんのみんな（山口繭・斉藤貴美子・斉藤佑圭・藤巻恵理子）
「しりとり8にん」に登場した。
ともだち8にんかぞえうた
作詞：日暮真三
作曲：森本清人
歌：ともだち8にんのみんな（山口繭・斉藤貴美子・斉藤佑圭・藤巻恵理子）
「ともだち8にんかぞえうた」に登場した。
おそうじだいすき
作詞：日暮真三
作曲：森本清人
歌：ゴンチャ（斉藤貴美子）
アワアワプクプク
作詞：日暮真三
作曲：森本清人
歌：ゴンチャとヤァヤ（斉藤貴美子）

### キャラクターソング
ユルリのゆっくりフラダンス
作詞：日暮真三
作曲：麻吉文
作画：デコボーカル
歌：ユルリ（斉藤貴美子）
ふしぎなポシェットのタンゴ
作詞：日暮真三
作曲：ササキトモコ
作画：西内としお
歌：ニコ（山口繭）
トッピィの夢の家
作詞：日暮真三
作曲：ササキトモコ
作画：才田俊次
歌：トッピィ（山口繭）
ワックン体操
作詞：日暮真三
作曲：ササキトモコ
作画：上甲トモヨシ
作画補助：スズキハルカ
歌：ワックン（斉藤佑圭）
おこってないぜ
作詞：日暮真三
作曲：麻吉文
作画：今野淑子
歌：ニージョ（藤巻恵理子）
マーシャはアイドル
作詞：日暮真三
作曲：ササキトモコ
原画：今野淑子
歌：マーシャ（斉藤佑圭）
ゴンチャでマンボ！
作詞：日暮真三
作曲：ササキトモコ
原画：橋本美枝
歌：ゴンチャ（斉藤貴美子）
ヤァヤのものしりラップ
作詞：日暮真三
作曲：森本清人
原画：荒井知恵
歌：ヤァヤ（斉藤貴美子）
ここにいるよ
作詞：日暮真三
作曲：森本清人
原画：才田俊次
歌：ボッチ（藤巻恵理子）

## キャスト
ナレーター - 八嶋智人（俳優）
声の出演 - 斉藤貴美子、藤巻恵理子、山口繭、斉藤佑圭（以上、声優）

## スタッフ
- キャラクター原案 - 長谷川義史
- 監修 - 内田伸子
- 脚本 - 日暮真三、床屋かなぶん
- 演出 - 西内としお
- 音響監督 - はたしょう二
- 音楽 - 森本清人
- 実写版人形操演 - ムービック・プロモートサービス
- 振付 - 大田洋子、大原晶子
- 監督 - 堀口忠彦
- アニメーション制作 - egg
- 制作 - NHKエデュケーショナル、講談社、ムービック、egg